# Cosmos (pel·lícula de 1996)
Cosmos és una pel·lícula dramàtica canadenca, estrenada el 1996. Escrita i dirigida per Jennifer Alleyn, Manon Briand, Marie-Julie Dallaire, Arto Paragamian, André Turpin i Denis Villeneuve, la pel·lícula és una antologia de sis curtmetratges, un de cadascun dels directors acreditats, vinculats pel personatge comú de Cosmos (Igor Ovadis), un immigrant grec que treballa com a taxista a Montreal.
La pel·lícula, realitzada per un col·lectiu de joves directors emergents aleshores, es considerava una seqüela no oficial de Montréal vu par... , una pel·lícula d'antologia de 1991 de sis cineastes més consolidats.
La pel·lícula va ser la candidata canadenca al Oscar a la millor pel·lícula de parla no anglesa, però no la va entrear en la llista curta. També va ser un candidat finalista al Millor pel·lícula als 18ns Premis Genie, però va perdre davant The Sweet Hereafter.

## Segments
- "Jules et Fanny" (André Turpin) — Fanny (Marie-France Lambert), una advocada, es retroba amb Jules (Alexis Martin), el seu exnòvio que està fascinat pel seu nou implants mamaris.
- "Cosmos et agriculture" (Arto Paragamian) — Cosmos i Janvier (Marc Jeanty) persegueixen dos homes que han robat un taxi.
- "Le Technétium" (Denis Villeneuve) — Un cineasta (David La Haye) viatja nerviós a una entrevista de televisió programada amb Nadja (Audrey Benoît).
- "Aurore et Crépuscule" (Jennifer Alleyn) - Després de ser despertada pel seu xicot en el seu 20è aniversari, Aurore (Sarah-Jeanne Salvy) coneix un home gran (Gabriel Gascon) que la porta a jugar al billar.
- "Boost" (Manon Briand) — Yannie (Marie-Hélène Montpetit) passa el dia amb Joël (Pascal Contamine), un amic gay que espera ansiosament els resultats de la seva prova VIH.
- "L'Individu" (Marie-Julie Dallaire) - Un assassí en sèrie (Sébastien Joannette) rastreja la seva propera víctima prevista.